# ژیل دیاز
ژیل باستیائو دیاز (انگلیسی: Gil Dias؛ زادهٔ ۲۸ سپتامبر ۱۹۹۶) بازیکن فوتبال اهل پرتغال است که در پست هافبک و مدافع بازی می‌کند.
از باشگاه‌هایی که در آن بازی کرده‌است می‌توان به آ.اس موناکو، باشگاه فوتبال فیورنتینا، باشگاه فوتبال وارزیم و باشگاه فوتبال اشتوتگارت اشاره کرد.
وی همچنین در تیم‌های ملی فوتبال زیر ۱۸ سال پرتغال، زیر ۱۹ سال پرتغال، زیر ۲۰ سال پرتغال، و زیر ۲۱ سال پرتغال بازی کرده‌است.

## تیم ملی
دیاز اولین بازی خود را برای تیم زیر ۲۱ ساله‌های پرتغالی در ۵ سپتامبر ۲۰۱۷ در برد خانگی ۲ بر صفر مقابل تیم ملی فوتبال ولز در مسابقات مقدماتی جام ملت‌های اروپا ۲۰۱۹ انجام داد. سال بعد، ۲۷ مارس، در همان مسابقات اما این بار به عنوان بازیکن تعویضی، او با یک گل در پیروزی ۴ بر ۲ مقابل سوئیس نقش داشت.